# あま市甚目寺歴史民俗資料館

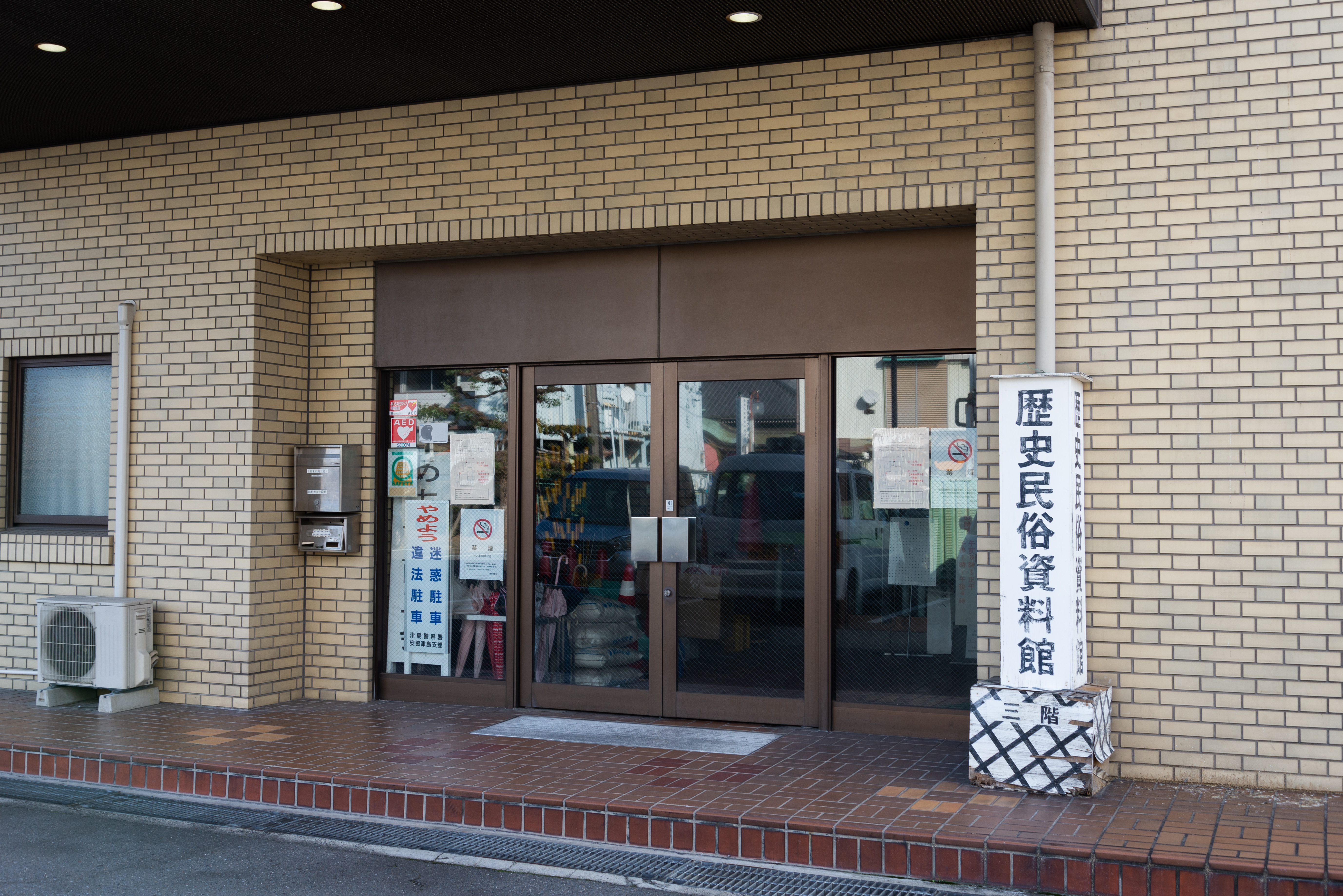
産業会館側面の資料館入口

あま市甚目寺歴史民俗資料館（あましじもくじれきしみんぞくしりょうかん）は、愛知県あま市甚目寺東大門8番地にある博物館。甚目寺観音の南側に隣接する甚目寺産業会館の3階にある。

## 歴史
- 1986年（昭和61年）11月3日 - 甚目寺町歴史民俗資料館として開館[1]。海部郡甚目寺町にあった。
- 2010年（平成22年）3月22日 - あま市が発足してあま市甚目寺歴史民俗資料館となった。

## 展示・収蔵品
展示
シンボルゾーン、町の移り変わり、文化財、埋蔵文化財、まつり・史跡、農業・産業・消防、民俗・生活・街道
収蔵品
甚目寺観音関係の資料、町内の遺跡から出土した出土遺物、町民から寄贈された民具

## 利用案内
- 開館時間 - 9:00～16:00
- 休館日 - 水曜日・木曜日・年末年始（12月29日～1月3日）
- 入館料 - 無料
- アクセス - 名鉄津島線 甚目寺駅から南へ徒歩で約10分。